# Наумова Тетяна Юріївна
Тетяна Юріївна Наумова (нар. 14 червня 1968, Київ, УРСР) — українська футболістка, захисниця.

## Життєпис
Народилася в Києві. Дорослу футбольну кар'єру розпочала 1988 року в баришівській «Ниві», за яку виступала до 1990 року. У 1991 році переїхала до Росії, де виступала в раменському «Текстильнику». Наступного року повернулася до свого колишнього клубу, який змінив назву на «Торнадо» та переїхав до столиці України. Проте в сезоні 1992 року не грала. У футболці столичного клубу дебютувала 18 квітня 1993 року в нічийному (1:1) домашньому поєдинку проти «Арени». Тетяна вийшла на поле в стартовому складі та відіграла 80 хвилин. Першим голом за «Торнадо» відзначилася 16 травня 1993 року в переможному (5:0) домашньому поєдинку чемпіонату України проти «Крим-Юні». Наумова вийшла на поле в стартовому складі та відіграла 80 хвилин. У сезоні 1993 року зіграла 20 матчів (2 голи) у чемпіонаті України та провела 2 поєдинки у кубку України. На початку 1994 року перебралася інший український клуб, «Аліна». У футболці столичного клубу дебютувала 29 липня 1994 року в переможному (1:0) виїзному поєдинку чемпіонату України проти київського «Динамо». Тетяна вийшла на поле в стартовому складі та відіграла увесь матч. У сезоні 1994 року провела 7 матчів у вищому дивізіоні чемпіонату України та 2 поєдинки у кубку України. У 1994 році повернулася до Росії, виступала за «Калужанку». Футбольну кар'єру завершила 1995 року.

## Досягнення

### Командні
- Чемпіонат ВДФСТП
  -  Чемпіон (1): 1989

- Чемпіонат СРСР
  -  Чемпіон (2): 1990, 1991

- Вища ліга України
  -  Бронзовий призер (2): 1993, 1994

### Особисті
- Входила до числа 33-х найкращих футболісток Росії (1996)